# Vallée Albert
La vallée Albert est une vallée suspendue entre le pic Conway et Wendler Spur dans les pics Apocalypse au centre de la terre Victoria. La vallée s'ouvre au nord de la vallée Barwick. Elle est nommée en 2005 par le Comité consultatif sur les noms antarctiques en l'honneur de l'Américaine Mary R. Albert, qui a mené des recherches sur le terrain et en laboratoire pour caractériser les propriétés des carottes de glace, des névés et des neiges de Siple Dome (en) pour le compte de l'ITASE (en). Elle a traversé l’Antarctique occidental et les megadunes de l'Antarctique oriental de 1996 à 2003. Elle est membre depuis 2002 du comité de recherche polaire, membre de l'Académie nationale des sciences et présidente depuis 2003 du Comité national américain pour l'année polaire internationale, 2007-2008.